# Szabina Tápai
Szabina Tápai, née le 30 janvier 1986, est une handballeuse hongroise.

## Clubs
- 2002-2008 :  Cornexi-Alcoa-Auto-Bahn
- 2008-2009 :  Randers HK
- depuis 2009 :  Arvor 29

## Palmarès

### Clubs
- Vainqueur de la Coupe EHF en 2005 avec Cornexi Alcoa